# Peristylus hallieri
Peristylus hallieri är en orkidéart som beskrevs av Johannes Jacobus Smith. Peristylus hallieri ingår i släktet Peristylus och familjen orkidéer. Inga underarter finns listade i Catalogue of Life.